# 泉州YOSAKOIゑぇじゃないか祭り

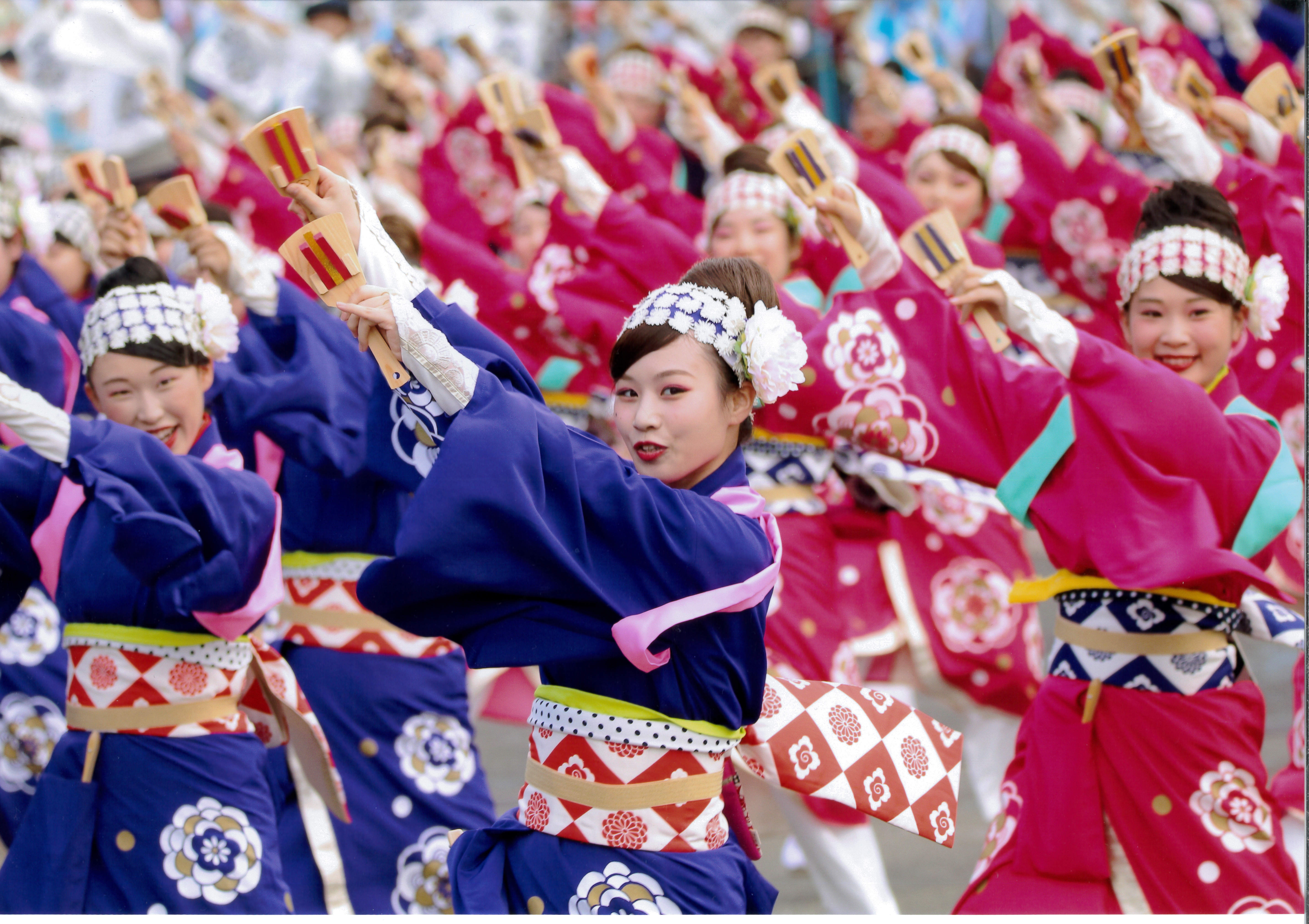
本場高知県のよさこいチーム「ほにや」は第一回大会より参加している。

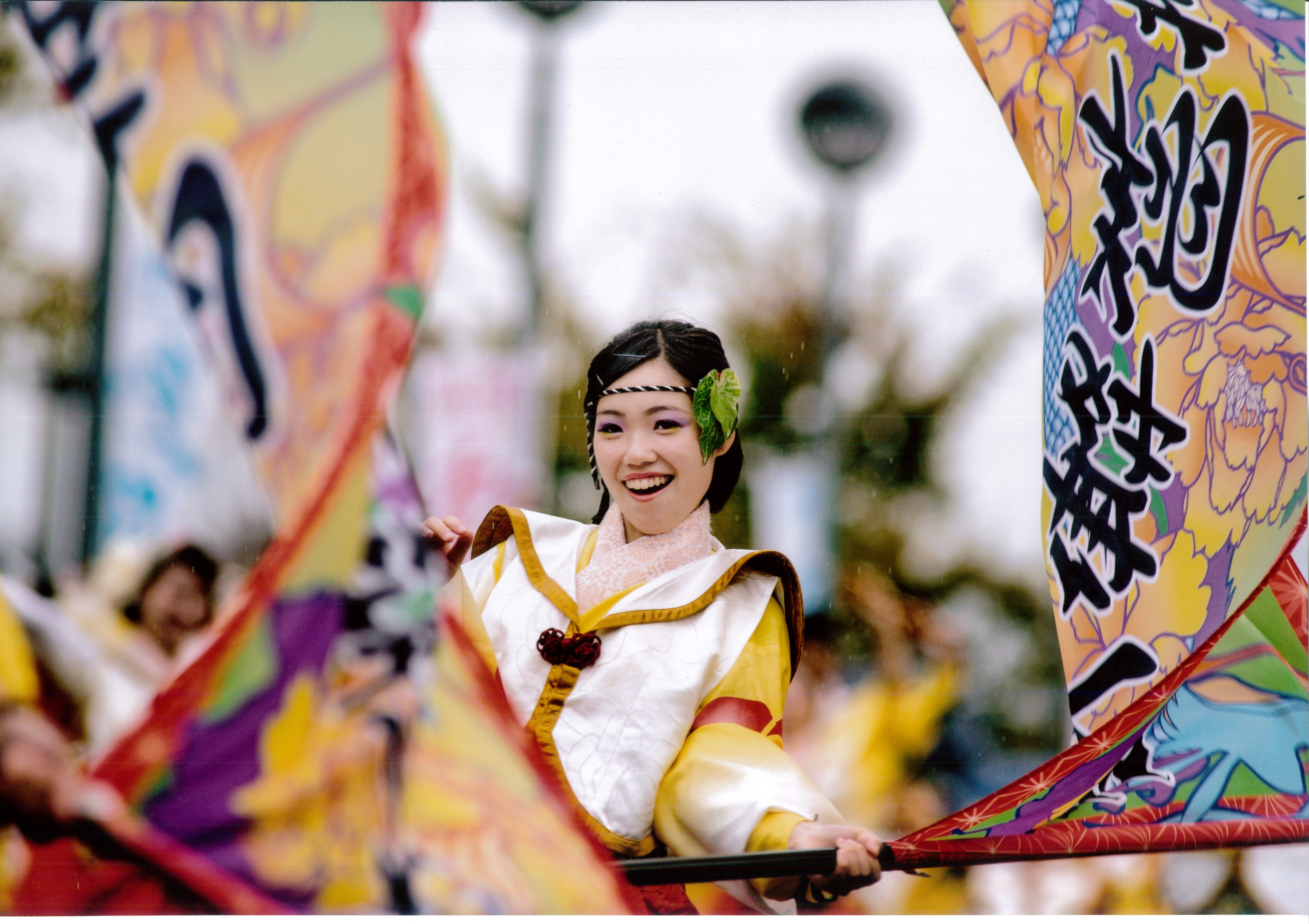
第15回大会でのフォトコンテストの最優秀作品。毎年、よこさい踊りももちろん、多くの写真家が撮影に来場する。

泉州YOSAKOIゑぇじゃないか祭り（せんしゅう よさこいええじゃないかまつり）は、大阪府泉佐野市で毎年10月に開催されているよさこい祭り（YOSAKOI）イベント。
主催は一般社団法人にぎわい夢創りプロジェクト　ゑぇじゃないか祭り実行委員会。
2004年からスタートし、毎年開催されている。

## 開催経緯
出典：
財政難のあおりを受け、地元の花火大会や市民祭り等が相次いで中止されるのを憂い、地元泉州に熱気・活気・元気を取り戻そうと、泉佐野市を拠点に活動するよさこいチーム「泉州ソーリャ踊り子隊」の呼びかけで「にぎわい夢創りプロジェクト実行委員会」が発足される。
明治維新改革期に世直しを求めて発生したといわれる「ええじゃないか」に象徴される踊りのパワーにあやかり、「ゑぇじゃないか祭り」と名づけ2004年10月17日、「第1回泉州YOSAKOIゑぇじゃないか祭り～群衆の宴～」が開催された。

## 開催概要

### 初日
第15回大会より開催、泉南市にある、イオンモールりんくう泉南店において、店内と駐車場に分けた2会場で開催を行う。

### 本祭
ゑぇじゃないま祭りの本番。中心に複数の会場で開催され、参加チームは最大3か所で演舞を行う。会場はりんくうタウン近隣のショッピングセンター等となっており、シャトルバスで移動することができる。
毎回、メイン会場が設定されており、グランドフィナーレとしてイベントの締めくくりが開催される。
毎年、高知よさこいチームのほにやがゲスト出演を行っている。

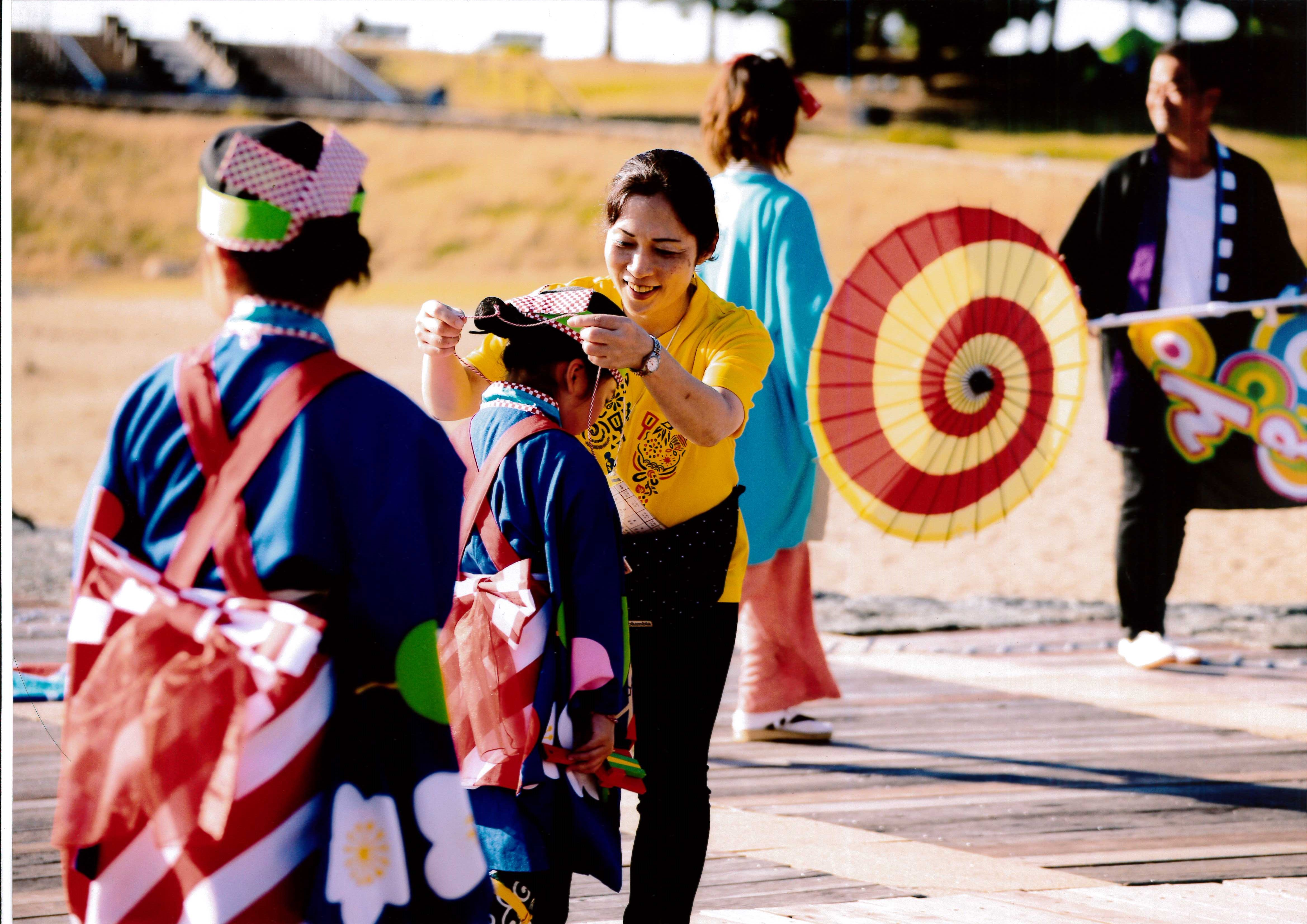
各会場での演舞毎に、出演者の中から一人個人賞を決定する。該当者には木札がかけられる。

### 前夜祭
本祭の前日夕方よりメイン会場のみで開催される。抽選会が開催されたり、コスプレでのよさこい演舞など本祭では見られないイベントがある。
また、大抽選会もあり、泉州地域の特産品が賞品として出品され、中には、開催地である泉佐野市長との会食券というものもある。

### フォトコンテスト
本イベントにて開催される写真コンテスト。前夜祭、本祭、または関連イベントの写真を投稿することで参加できる。
発表と表彰は泉佐野市にあるショッピングセンター「いこらも～る泉佐野」にて開催。また、第14回開催分よりイオンモールりんくう泉南店でも展示を実施する。

### ボランティア
運営には数多くのボランティアの協力がある。毎年、ボランティアに支給されるＴシャツは、年度ごとにデザインが変わる。デザイナーは廣田キョウコ氏によるものである。

### オリジナルソング

#### Everybode ゑぇじゃないか　作詞・作曲　NEO
会場にいる踊り子、観客、スタッフ全員がステージに上がれる「総踊り」で使われるよさこい曲の一つ。
振付DVDはゑぇじゃないか祭り事務局にて購入することができる。

#### タオル de ゑぇじゃないか
泉佐野市が「タオル」の発祥の地ということから、鳴子の代わりにタオルでも踊れるよさこい曲。鳴子バージョンもある。

##### みんな居たんだ　　　　　　作詞・作曲　篠　了平
ゑぇじゃないか祭りのグランドフィナーレ（本祭のラスト）に流れるバラード曲。

## 歴史
| 開催回数 | 開催日                                                           | 開催会場数      | メイン会場             | サブ会場 | 参加チーム | 参加人数 | |
| -------- | ---------------------------------------------------------------- | --------------- | ---------------------- | --- | ---------- | -------- | --- |
| 第1回    | 2004年10月17日                                                   | 4会場           | りんくうパパラ         | りんくう公園石舞台 りんくう公園海への道 りんくうパパライベント会場                                                          | 40チーム   | 1200人   | 名称は「第1回泉州YOSAKOIゑぇじゃないか祭り～群衆の宴～」 |
| 第2回    | 2005年10月23日                                                   | 4会場           | りんくうイベント会場   | 田尻町地域交流館 りんくう公園石舞台 りんくう公園海への道                                                                    | ------     | -------  | 名称を「泉州YOSAKOIゑぇじゃないか祭り」に変更 メイン会場であったりんくうパパラが閉鎖で変更 開催日を10月第4週に変更 田尻町地域交流館が追加 |
| 第3回    | 2006年10月22日                                                   | 5会場           | りんくうメイン会場     | 田尻町地域交流館 りんくう公園石舞台 りんくう公園海への道 関西国際空港                                                       | 64チーム   | 2500人   | 会場として関西国際空港が追加 メイン会場にバックパネルが設置される |
| 第4回    | 2007年10月28日                                                   | 5会場           | りんくう中央公園       | 田尻町地域交流館 りんくう公園石舞台 りんくう公園海への道 関西国際空港 （泉佐野漁港青空市場）                                | 80チーム   | 3000人   | メイン会場がりんくう中央公園グラウンドに変更 泉佐野市青空市場と共催 |
| 第5回    | 2008年10月26日                                                   | 6会場           | りんくう中央公園       | 田尻町地域交流館 りんくう公園石舞台 りんくう公園海への道 関西国際空港 りんくうプレジャータウンSEACLE                        |            |          | りんくうプレジャータウンSEACLEオープンにより会場追加 |
| 第6回    | 2009年10月24日                                                   | 6会場           | りんくう中央公園       | 田尻町地域交流館 りんくう公園石舞台 りんくう公園海への道 関西国際空港 りんくうプレジャータウンSEACLE                        |            |          | |
| 第7回    | 2010年10月25日                                                   | 6会場           | りんくう中央公園       | 田尻町地域交流館 りんくう公園石舞台 りんくう公園海への道 関西国際空港 りんくうプレジャータウンSEACLE                        |            |          | |
| 第8回    | 2011年10月23日                                                   | 6会場           | りんくう中央公園       | 田尻町地域交流館 りんくう公園石舞台 りんくう公園海への道 関西国際空港 りんくうプレジャータウンSEACLE                        |            |          | |
| 第9回    | 前夜祭：2012年10月27日 本祭：2012年10月28日                      | 6会場           | りんくう中央公園       | 田尻町地域交流館 りんくう公園石舞台 りんくう公園海への道 関西国際空港 りんくうプレジャータウンSEACLE                        |            |          | 前夜祭の開催がスタート |
| 第10回   | 前夜祭：2013年10月19日 本祭：2013年10月20日                      | 6会場           | りんくう中央公園       | 田尻町地域交流館 りんくう公園石舞台 りんくう公園海への道 関西国際空港 りんくうプレジャータウンSEACLE                        |            |          | |
| 第11回   | 前夜祭：2014年10月18日 本祭：2014年10月19日                      | 8会場           | りんくう中央公園       | りんくう公園石舞台 りんくう公園海への道 りんくうプレジャータウンSEACLE 関西国際空港 関西国際空港展望台 ゲートタワー庭園会場 |            |          | |
| 第12回   | 前夜祭：2015年10月17日 本祭：2015年10月18日                      | 7会場           | りんくう中央公園       | りんくう公園石舞台 りんくう公園海への道 りんくうプレジャータウンSEACLE 関西国際空港 関西国際空港展望台                      | 105チーム  |          | |
| 第13回   | 前夜祭：2016年10月15日 本祭：2016年10月16日                      | 7会場           | りんくう中央公園       | りんくう公園石舞台 りんくう公園海への道 りんくうプレジャータウンSEACLE 関西国際空港 関西国際空港展望台                      | 106チーム  |          | |
| 第14回   | 前夜祭：2017年10月14日 本祭：2017年10月15日                      | 7会場           | りんくう中央公園       | りんくう公園石舞台 りんくう公園海への道 りんくうプレジャータウンSEACLE 関西国際空港 関西国際空港展望台                      | 106チーム  |          | 写真展示をイオンモールりんくう泉南店でも開催 |
| 第15回   | 初日：2018年10月13日 前夜祭：2018年10月20日 本祭：2018年10月21日 | 5会場 （2会場） | りんくう公園第二駐車場 | りんくう公園石舞台 りんくう公園海への道 りんくうプレジャータウンSEACLE りんくうプレミアムアウトレット                       | 142チーム  |          | りんくう中央公園の売却により、メイン会場変更。 園屋会場も変更となる。 台風21号による連絡橋被害の影響により 関西空港会場の利用が困難となり、代替会場として りんくうプレミアムアウトレットが追加。 本祭の一週間前に初日開催を行い、3日間の開催となる。 初日会場はイオンモールりんくう泉南店で開催 |